# Купріян Ольга
Ольга Купріян (23 травня 1988, с. Маковище Макарівського району Київської області) — українська письменниця, літературний критик, літературознавиця. Співзасновниця щорічного рейтингу «Критика: найкращі дитячі та підліткові книжки року», координаторка проєкту підтримки дитячого читання BaraBooka. Простір української дитячої книги.

## Життєпис
Народилася в учительській сім'ї. З першого класу мріяла бути письменницею. Закінчила Національний університет «Києво-Могилянська академія», факультет української філології.
|               | Життя моє перевернулося зі вступом до Могилянки. Перший досвід стосунків, справжньої дружби, довірливих і щирих розмов, закоханостей на один день. Думала, в Могилянці перестану бути відмінницею, бо вчитися було дуже складно, я ж дівчинка із сільської школи, а всі навколо – випускники ліцеїв і гімназій. Але любов до писання й тут допомогла: тепер я – дипломований магістр теорії літератури, компаративістики й літературознавства. |
| — О. Купріян, | |

Ще в університеті писала відгуки та рецензії на сучасні книжки, опановувала жанр інтерв'ю. Працювала випусковою редакторкою української газети, що спеціалізувалася на українському книговиданні та літературній критиці «Друг читача», редакторкою українського книжкового вебпорталу «ЛітАкцент», коректоркою та керівницею прес-центру у видавництві «Грані-Т».
З 2013 року веде блог про дитячу й підліткову літературу «Читацькі нотатки Христі Нечитайко» [Архівовано 24 січня 2019 у Wayback Machine.].
У червні 2019 долучилася до проєкту Я, Ніна як співавторка книги, заснованої на реальних подіях із життя телеведучої та журналістки Яніни Соколової.

## Творчість

### Книжки для дітей
- 2018 — Беркиць проводжає дідуся
- 2018 — Суперклей для вази[6]
- 2019 — Боброго ранку!
- 2021 — Мирослава та інші з нашого двору [Архівовано 19 травня 2021 у Wayback Machine.]

### Книжки для підлітків
- 2016 — «Солоні поцілунки»
- 2018 — «Щоденник Лоли» — приквел до популярного серіалу «#Школа»

## Відзнаки
- 2014 — Заохочувальна премія літературного конкурсу видавництва «Смолоскип» в номінації «Проза»;
- 2016 — Спеціальна відзнака «Дебют року» за повість Солоні поцілунки рейтингу видань для дітей та підлітків «Рейтинг критика»  [Архівовано 26 березня 2019 у Wayback Machine.]
- 2018 — Щоденник Лоли потрапив до короткого списку «ЛітАкцент року — 2018» в номінації «Поезія і проза для дітей»  [Архівовано 4 січня 2019 у Wayback Machine.]

## Інтерв'ю
- Анкета для письменника. Ольга Купріян — Братське [Архівовано 24 січня 2019 у Wayback Machine.]
- «Я — голос Лоли, а не всевидяча авторка», — інтерв'ю із Ольгою Купріян про нову книгу і вічні теми [Архівовано 24 січня 2019 у Wayback Machine.]
- Хто зрозуміє Лолу, крім щоденника? Письменниця Ольга Купріян розказала про труднощі адаптації до стервозності своєї героїні, про телесеріал «Школа» та журнал «Однокласник» [Архівовано 24 січня 2019 у Wayback Machine.]
- БараБілка: 8 запитань Ользі Купріян, авторці "Щоденника Лоли" на YouTube
- Випуск програми «Букоголіки» присвячений підлітковій літературі [Архівовано 30 січня 2019 у Wayback Machine.]

## Літературна критика
- Думати про це сьогодні [Архівовано 24 січня 2019 у Wayback Machine.]